# Cleyton
Cleyton Alexandre Henrique Silva (Jacareí, 8 de março de 1983), conhecido também por Cleyton Silva ou apenas Cleyton, é um ex-futebolista brasileiro que atuava como meia-atacante.

## Carreira
Formado nas categorias de base do Fluminense, Cleyton estreou profissionalmente em 2002, no Jacareí, equipe de sua cidade natal. No mesmo ano, se mudou para a Grécia, assinando com o Messiniakos. Viveu sua melhor fase entre 2003 e 2012, quando representou Apollon Kalamarias, Larissa (onde foi campeão da Copa da Grécia de 2006–07) e Panathinaikos (onde foi bicampeão nacional e também conquistou uma edição da Copa, em 2009–10) - excetuando uma curta passagem por empréstimo no Metalurh Donetsk (Ucrânia), em 2010. Em 13 de novembro de 2009, recebeu a cidadania grega após viver 7 anos no país.
Também em 2010, quase acertou sua transferência para o Flamengo, onde atuaria ao lado de Gilberto Silva, que viria para o Rubro-Negro através de uma troca de jogadores: além de Kléberson, cederia um percentual de Camacho e Jorbison ao Panathinaikos.
Ele ainda vestiria as camisas de Kayserispor, Dinamo Zagreb, Skoda Xanthi, Elazığspor, Göztepe, Omonia, Ümraniyespor e Iraklis até o final da carreira, em 2019.

## Títulos
Panathinaikos
- Copa da Grécia: 2009–10
- Campeonato Grego: 2009–10[1]

Larissa
- Copa da Grécia: 2006–07

### Individuais
- Artilheiro da Segunda Divisão Grega de 2003–04 (15 gols)
- Time da Temporada do Campeonato Grego: 2014–15[9]